# Emanuel Brouwer
Emanuel Brouwer (født 28. august 1881 i Amsterdam, død 6. juli 1954 i Huizen) var en nederlandsk gymnast som deltog under Sommer-OL 1908.
Han var en del af de nederlandske gymnastikhold, som kom på en syvendeplads under Sommer-OL 1908 i holdkonkurrencen for mænd. I den indviduelle all-round konkurrence kom han på en 64. plads.